# 伊奈忠常
伊奈 忠常（いな ただつね）は、江戸時代前期の旗本・関東郡代。通称半十郎。

## 略歴
関東郡代・伊奈忠克の嫡男として誕生した。
父・忠克の死後、関東郡代と武蔵国赤山（現埼玉県川口市赤山）4千石の赤山城の遺領を継いだ。父らと同じく、伊奈氏の代々の仕事を引き継ぎ、関東郡代として治水工事、新田開発を行った。小貝川堤防工事や、千住大橋の架け替え工事などに名が残るが、32歳で死去した。
本拠地であった赤山城に隣接する源長寺は、伊奈氏の菩提寺として忠常が整備し、父忠克以後代々の墓がある。頒徳碑には伊奈忠次、忠政、忠治らの業績が記されている。